# 小川大系
小川 大系（おがわ たいけい、1898年（明治31年）11月25日 - 1980年（昭和55年）8月26日）は日本の彫刻家。本名は小川 孝義（もとよし）。

## 生涯
長野県南安曇郡東穂高村（現・安曇野市）の地主の家に生まれる。高等小学校卒業後、農業の傍ら表具師の修業を積み、日本画を独学する。1933年（昭和8年）、35歳で上京し、同郷の山本安曇に才能を認められ、北村西望に入門、彫刻制作に邁進した。翌1934年、「天空を行く」が第15回院展に初入選すると、文部省美術展(文展)に入選を重ね、1941年（昭和16年）文展無鑑査となる。東京大空襲でアトリエが焼失したため、帰郷。戦後は中信美術会委員長、信州美術会（長野県美術展（県展）の団体）運営委員、長野県工芸会会長として活躍し、日展委員、日本彫刻会会員となった。
穂高町の教育委員を務め、荻原碌山の顕彰活動の先頭に立ち、碌山美術館建設に重要な役割を果たした。

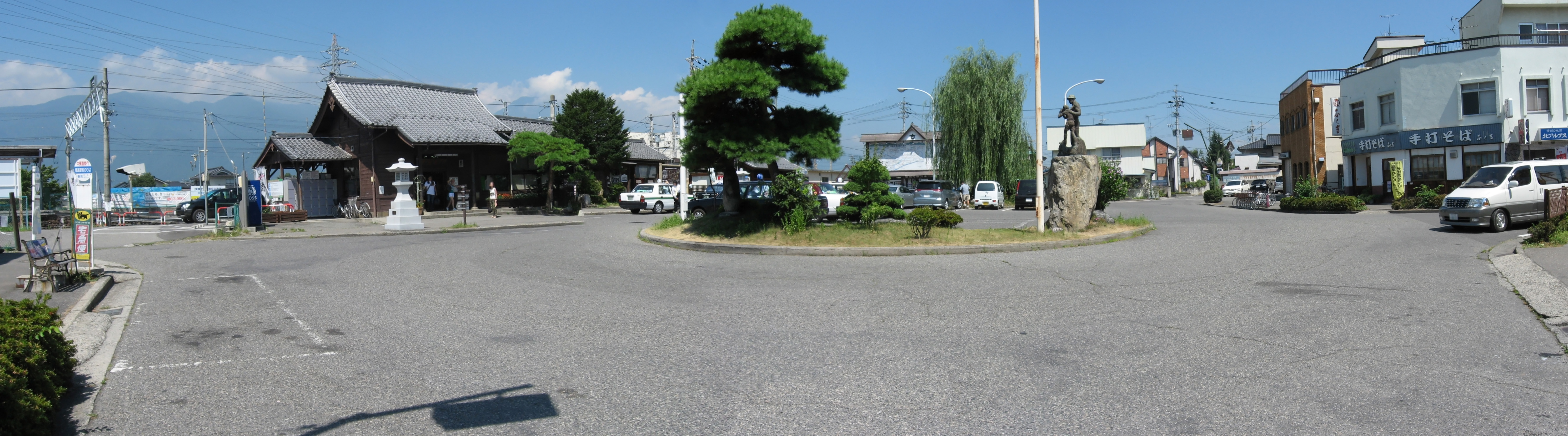
穂高駅前「登頂」

1970年制作の「登頂」は穂高駅前に据えられている他、穂高神社の狛犬も制作している。

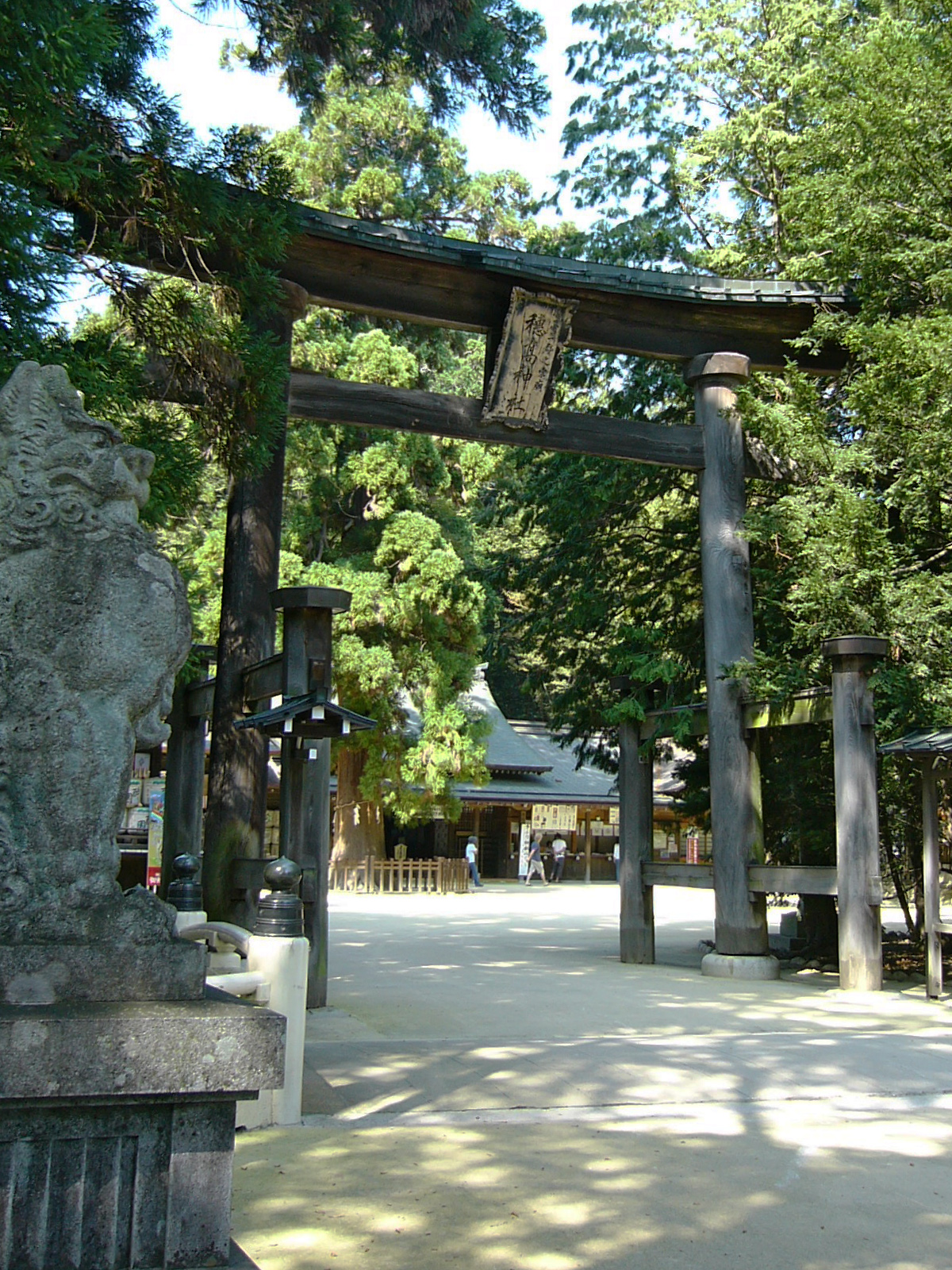
穂高神社の狛犬

平成初期には、穂高町の文化芸術振興の一環として、ふるさと創生事業交付金の一部を使用し、「水馬」「天空をゆく」「鱒投網」「ゆめ」の4作品がブロンズ化された。